# John Anderson (musicien)
Pour les articles homonymes, voir John Anderson et Anderson.
John Anderson est un trompettiste né à Birmingham (Alabama), le 13 janvier 1921 et décédé le 18 août 1974.
Il étudie la trompette au collège puis au Los Angeles Conservatory of Music  et au Westlake College of Music.
Il a enregistré quelques disques en grand orchestre, y compris Count Basie, mais l'essentiel de son activité semble s'être déroulée dans les studios de la West Coast.
Il est décédé le 18 août 1974.